# SS-Mann
Mann é um título alemão que pode ser traduzido como "Soldado". Foi um título paramilitar usado em massa pelo NSDAP, entre 1925 e 1945.
O título era normalmente associado a SS, e as vezes como um título da SA onde Mann é o mais baixo nível no alistamento da SA.
Houve o crescimento em massa desses soldados quando Adolf Hitler nomeou Heinrich Himmler para ser o líder da SS. A partir de então o que era apenas um batalhão ganhou novas proporções e cresceu significativamente em número e em poderio no governo nazista. Himmler adotou medidas de expansão baseadas em práticas dos antigos Cavaleiros Templários e   fez com que em 1933 o exército pulasse de 280 indivíduos para mais de 200 mil pessoas. 